# Aleksiej Bogolubow (rewolucjonista)

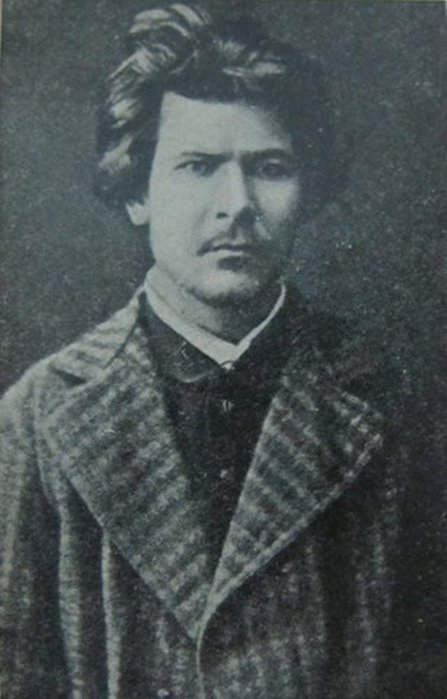
Aleksiej Bogolubow

Aleksiej Stiepanowicz Bogolubow, właściwie Archip Piotrowicz Emilianow (ur. 14 marca 1854 w Siemikarakorsku, zm. po 1887 w chutorze Krymski stanicy Koczetowska na terenie Obwodu Wojska Dońskiego) ― rosyjski rewolucjonista, narodnik.
Syn popa. Ukończył seminarium w Nowoczerkasku, studiował weterynarię w Charkowie. Od 1874 prowadził rewolucyjną propagandę nad Donem. W 1876 przeniósł się do Sankt Petersburga, gdzie wstąpił do Ziemi i Woli. 6 grudnia 1876 aresztowany za organizację młodzieżowej demonstracji na placu Kazańskim i skazany na 15 lat ciężkich robót.
Będąc jeszcze w stołecznym areszcie na "spacerniaku" nie zdjął czapki przed gen. Fiodorem Trepowem, za co ten poddał go 24 czerwca 1877 chłoście rózgami (wbrew dekretowi Aleksandra II z 1863, znoszącemu kary cielesne). Wywołało to zamieszki w więzieniu ("afera Bogolubowa") i skłoniło Wierę Zasulicz do dokonania zamachu na Trepowa 24 stycznia 1878.
Po dwóch latach katorgi w więzieniu w Charkowie Aleksiej Bogolubow zachorował psychicznie. Oddano go do szpitala psychiatrycznego w Kazaniu, a następnie 14 stycznia 1887 pod kuratelę ojca. Wkrótce potem zmarł.